# 列别金战役
萊貝丁戰役是2022年俄羅斯入侵烏克蘭中乌克兰东北部攻势的一场军事交战，從2022年2月26日开始，直至4月4日结束。

## 戰鬥

### 俄軍進攻
2月26日晚上，烏克蘭軍隊在该市郊区制止著俄軍前進，据报道令俄軍遭受了重大损失。到晚上10時多，雙方在卡姆亚内開戰。翌日早上，五名士兵被送往列別金的医院；据紧急护理和灾难医学区域中心称，受伤者中沒有平民。到晚上，第一名士兵在該战役中阵亡。
下午，一列俄軍军车从萊貝丁方向驶向特羅斯佳涅茨。下午6時多，乌克兰军队據報道使用一架拜卡「旗手」TB2 無人機，摧毁了在萊貝丁附近的俄軍军事基地。他们共摧毁了96辆坦克、20 辆多管火箭发射器系统和8辆油罐车，幸好该地区没有平民  。亦有报道指，一名当地男子因试图进入一辆有地雷的军车而死亡。

### 主要戰鬥
3月1日和2日的晚上，烏克蘭軍隊声称在萊貝丁附近的村莊，摧毁了大约100辆俄軍军车，主要是坦克和装甲运兵车。
3月3日下午，烏克蘭軍隊的第93机械化旅在萊貝丁附近，消灭了俄軍的部隊，導致多辆坦克和装甲输送车被禁用。在村裡，俄軍洗劫了当地的商店和民居，亦烧毁了村长的汽车。當晚9時多，俄軍继续炮击苏梅州的主要城鎮，其中包括萊貝丁  。
列別金在3月4和5日完全断电。3月5日早上7点，俄軍开始炮击該城，當地響起了空袭警报。襲擊持續了一整天，炸毁了多层建筑的窗户，也摧毀了一个变电站、面包店和加油站。

### 俄軍進城
截至3月5日晚，俄軍據報道抓获了驾车穿越乡村的平民。蘇梅州州长日维茨基表示，“俄軍抢劫并偶尔向手無寸鐵的平民的汽车开枪”，導致數個城鎮的居民無法離開，包括萊貝丁、苏梅、奧赫特爾卡和特羅斯佳涅茨等等。
當晚，一列俄軍坦克抵达萊貝丁，沿途占领了特羅斯佳涅茨附近的村莊，並把該鎮佈滿了坦克。据州長日维茨基所称，俄軍更拿走了平民的手机。他亦指，有俄軍士兵闯入房屋，要求居民提供食物和洗澡，亦几乎整天都有用人盾保护自己。
根据军事管理局，俄軍的炮击和3月6日的空袭，導致萊貝丁的许多居民断电。检方对俄軍向面包店的襲擊和破壞，展开了预审调查。3月7日，該鎮有局部恢復電力。
3月8-9日晚上，俄罗斯空军袭击了萊貝丁，並催毁了两栋房子。救援隊从废墟中救出五人，其中包括两名儿童。负责当晚的消防和救援大队的官员，于3月9日凌晨一時多在现场工作。
到3月10日，俄軍佔領了蘇梅州的沃罗日巴村。根据州長日维茨基，俄軍士兵在當地驅趕在地窖中躲藏的平民、抢劫、並放火烧毁部分房屋。他亦指：“他们利用当地的平民來保护自己，免受拜卡無人機的攻击”。翌日晚上，俄軍炮击了一座房子，杀死了两名平民。

### 平民疏散
3月12日，苏梅州的疏散人道走廊开始运作，居民可以从苏梅、特羅斯佳涅茨、科諾托普、萊貝丁、大皮萨里夫卡和克拉斯諾皮利亞到达波尔塔瓦。据蘇梅州州長日维茨基所称，烏方最终设法在列別金，與俄方在电力和通讯方面達成協議。截至晚上9時，共有135名平民离开了萊貝丁 。
截至3月13日，炮擊對電纜的損壞，導致苏梅州裡有超過2萬名平民失去了电力供應。

### 俄軍撤退
到2022年4月初，俄軍宣佈從烏克蘭北部撤退。4月6日，蘇梅州所有地方，包括萊貝丁，已證實沒有俄軍士兵 ，表示烏方在該地戰勝。